# Dalcèrids
Els dalcèrids (Dalceridae) són una petita família de lepidòpters ditrisis de la supefamília dels zigenoïdeus (Zygaenoidea) amb 80 espècies conegudes. Es troben principalment a la regió Neotropical amb algunes que assoleixen l'extrem sud de la regió Neàrtica.
En general són petites o mitjanes amb un cos molt pelut. Les larves són bastant bavoses, com les larves del seus taxons germans Limacodidae i Megalopygidae.

## Taxonomia
La família Dalceridae inclou 11 gèneres:
- Acraga Walker, 1855
- Acragopsis Dyar, 1905
- Anacraga Dyar, 1905
- Ca Dyar, 1914
- Dalargentina Orfila, 1961
- Dalcera Herrich-Schäffer, 1854
- Dalcerides Neumogen & Dyar, 1893
- Dalcerina Dyar, 1898
- Oroya Miller, 1994
- Paracraga Dyar, 1905
- Zikanyrops Hopp, 1928